# Auguste Jauffrès
Auguste Jauffrès (1886-1972) est un ecclésiastique français qui a été évêque de Tarentaise (1944-1961).

## Biographie
Auguste Jauffrès est né à Labégude, village de l'Ardèche, le 22 mai 1886. 
Il est ordonné prêtre le 19 décembre 1908 pour le diocèse de Viviers.
Il est choisi comme  évêque de Tarentaise le 28 août 1944 et consacré à ce titre le 21 décembre 1944 par Alfred Couderc avec comme co-consécrateurs Pierre-Marie Durieux et Étienne Bornet.
Touché par la limite d'âge de 75 ans, il devient évêque émérite de Tarentaise le 7 décembre 1961, et nommé évêque in partibus infidelium d'Arsennaria (de). Il est remplacé par André Bontems qui devient en 1966, archevêque de Chambéry, évêque de Maurienne et évêque de Tarentaise.
Il participe aux quatre sessions du Concile Vatican II. Il a tenu durant ses sessions un journal (« carnets conciliaires »).
Retiré à Aubenas, Auguste Jauffrès meurt le 21 octobre 1972.